# Juni Arnekleiv
Juni Arnekleiv est une biathlète norvégienne, née le 17 février 1999 à Lillehammer.

## Carrière
Juni Arnekleiv fait ses débuts internationaux lors des championnats du monde jeunes à Otepää en 2018. Elle se classe dixième de l'individuel, 18e du sprint, 19e de la poursuite et obtient une médaille de bronze en relais. Elle fait ses débuts en IBU Cup la saison suivante, et son meilleur résultat à ce niveau est une 4e place sur le sprint d'Obertilliach en 2021.
Aux championnats du monde juniors elle obtient une médaille de bronze en relais en 2020 et une nouvelle médaille de bronze en 2021 à Obertilliach, sa première à titre individuel, sur le sprint.
Elle signe son meilleur résultat en IBU Cup le 08 janvier 2022 à Brezno avec une 3e place sur le sprint. Grâce notamment à cette bonne performance, elle profite des impasses faites par ailleurs par certaines cadres de l'équipe première norvégienne en vue des Jeux olympiques et obtient sa première sélection en coupe du monde à Ruhpolding en janvier 2022. Elle réalise une 99e place sur le sprint.
Lors des championnats de Norvège 2022 à Vik, en l'absence des cadres de la sélection, Tiril Eckhoff, Marte Olsbu Røiseland, Ingrid Landmark Tandrevold, Ida Lien, Karoline Knotten ou encore Ragnhild Femsteinevik, toutes testées positives au COVID 19, elle termine 3e du sprint et de la mass-start. Sur le relais, elle partage cette même troisième position avec Ida Émilie Herfoss et Eline Grue. 
Aux championnats d'Europe 2023 à Lenzerheide, elle remporte le relais mixte simple avec Endre Stroemsheim. La semaine suivante en IBU Cup, elle s'impose sur le deuxième sprint d'Obertilliach, malgré deux fautes au tir, grâce à un tir très rapide et le meilleur temps de ski de la course, devant Michela Carrara et Caroline Colombo. Alors qu'elle est sélectionnée en tant que remplaçante pour les mondiaux 2023 d'Oberhof, elle va finalement pouvoir disputer toutes les épreuves individuelles, l'encadrement norvégien ayant en effet mal interprété le règlement qui dans les faits octroyait des quotas supplémentaires à la Norvège. Elle en profite donc et impressionne le grand public en signant deux top 15 sur le sprint et la poursuite. Malade lors de la reprise de la Coupe du monde à Nove Mesto, elle fait son retour à Östersund et signe une 14e place sur l'individuel à la faveur d'un 19/20 derrière la carabine. Cette bonne performance lui permet de disputer, deux jours plus tard, son premier relais en coupe du monde. Placée en première relayeuse et accompagnée d'Ida Lien, d'Ingrid Landmark Tandrevold et de Marte Olsbu Røiseland, elle remporte sa première victoire en coupe du monde, la Norvège s'imposant devant la France et l'Allemagne.
En méforme durant la saison 2024/2025 et en difficulté sur son tir debout Juni Arnekleiv est renvoyée sur le circuit IBU en cours de saison.

## Palmarès

### Championnats du monde
| Édition / Épreuve | Individuel | Sprint | Poursuite | Mass start | Relais | Relais mixte | Relais mixte simple |
| ----------------- | ---------- | ------ | --------- | ---------- | ------ | ------------ | ------------------- |
| Oberhof 2023      | 79e        | 12e    | 13e       | 28e        | —      | —            | —                   |
| Nové Město 2024   | 29e        | 14e    | 31e       | 13e        | 10e    | —            | —                   |

Légende :
- — : non disputée par Arnekleiv

### Coupe du monde
- Meilleur classement général : 13e en 2024.
- Meilleur résultat individuel : 3e
- 12 podiums :
  - 2 podiums individuels : 2 troisièmes places.
  - 7 podiums en relais : 4 victoires, 2 deuxièmes places et 1 troisième place.
  - 1 podium en relais mixte : 1 victoire.
  - 2 podiums en relais mixte simple : 1 victoire et 1 deuxième place.

à jour au 18 janvier 2025

#### Classements en Coupe du monde
| Saison    | Individuel | Individuel | Sprint | Sprint   | Poursuite | Poursuite | Mass start | Mass start | Général | Général  |
| Saison    | Points     | Position   | Points | Position | Points    | Position  | Points     | Position   | Points  | Position |
| --------- | ---------- | ---------- | ------ | -------- | --------- | --------- | ---------- | ---------- | ------- | -------- |
| 2022-2023 | '          | 34e        | '      | 68e      |           |           | '          | 40e        | 49      | 60e      |
| 2023-2024 | '          | 11e        | '      | 17e      | '         | 13e       | '          | 8e         | 492     | 13e      |
| 2024-2025 | '          | 51e        | '      | 68e      | '         | 73e       | '          | 46e        | 53      | 65e      |

#### Résultats détaillés en Coupe du monde
| 2021-2022 |        |        |        |        |        |        |        |       |        |        |        |        |       |       |        | .      | .      | .      | .      |       |        |        |        |         |        |    | n.c. |
| 2021-2022 | IN     | SP     | SP     | PU     | SP     | PU     | SP     | PU    | MS     | SP     | PU     | SP 99e | PU    | IN    | MS     | IN     | SP     | PU     | MS     | SP    | PU     | SP     | MS     | SP      | PU     | MS | n.c. |
| 2022-2023 |        |        |        |        |        |        |        |       |        |        |        |        |       |       | .      | .      | .      | .      |        |       |        |        |        |         |        |    | 60e  |
| 2022-2023 | IN     | SP     | PU     | SP     | PU     | SP     | PU     | MS    | SP     | PU     | IN     | MS     | SP    | PU    | SP 12e | PU 13e | IN 79e | MS 28e | SP     | PU    | IN 14e | MS 24e | SP 33e | PU Ann. | MS     |    | 60e  |
| 2023-2024 |        |        |        |        |        |        |        |       |        |        |        |        |       |       | .      | .      | .      | .      |        |       |        |        |        |         |        |    | 13e  |
| 2023-2024 | IN 28e | SP 3e  | PU 4e  | SP 42e | PU 21e | SP 10e | PU 19e | MS 8e | SP 36e | PU 28e | SP 11e | PU 3e  | SI 5e | MS 7e | SP 14e | PU 31e | IN 29e | MS 13e | IN 31e | MS 6e | SP 73e | PU     | SP 62e | PU      | MS 18e |    | 13e  |
| 2024-2025 |        |        |        |        |        |        |        |       |        |        |        |        |       |       | .      | .      | .      | .      |        |       |        |        |        |         |        |    | 65e  |
| 2024-2025 | SI 55e | SP 75e | MS 20e | SP 63e | PU     | SP     | PU     | MS    | SP     | PU     | IN 27e | MS     | SP    | PU    | SP     | PU     | IN     | MS     | SP     | PU    | IN     | MS     | SP 29e | PU 35e  | MS     |    | 65e  |

### Championnats d'Europe
| Édition / Épreuve         | Individuel | Sprint | Poursuite | Relais mixte                     | Relais mixte simple              | Relais                           |
| ------------------------- | ---------- | ------ | --------- | -------------------------------- | -------------------------------- | -------------------------------- |
| Duszniki Zdroj 2021       | 101e       | 63e    | —         | —                                | —                                | Épreuve inexistante à cette date |
| Arber 2022                | 37e        | 34e    | 6e        | —                                | —                                | Épreuve inexistante à cette date |
| Lenzerheide 2023          | 20e        | 10e    | 16e       | —                                | Médaille d'or, Europe            | Épreuve inexistante à cette date |
| Martell-Val Martello 2025 | 5e         |        |           | Épreuve inexistante à cette date | Épreuve inexistante à cette date |                                  |

### Championnats du monde juniors
- Médaille de bronze du sprint en 2021.
- Médaille de bronze du relais en 2019.

### Championnats du monde jeunes
- Médaille de bronze du relais en 2018.

### IBU Cup
- 4 podiums individuels : 1 victoire et 3 troisièmes places.

 Dernière mise à jour le 8 mars 2025 

#### Podiums individuels en IBU Cup
| Podiums individuels en IBU Cup | Podiums individuels en IBU Cup | Podiums individuels en IBU Cup | Podiums individuels en IBU Cup | Podiums individuels en IBU Cup | Podiums individuels en IBU Cup |
| n°                             | Saison                         | Date                           | Lieu                           | Épreuve                        | Résultat                       |
| ------------------------------ | ------------------------------ | ------------------------------ | ------------------------------ | ------------------------------ | ------------------------------ |
| 1                              | 2021-2022                      | 08-01-2022                     | Brezno-Osrblie                 | Sprint 7,5 km                  | Médaille de bronze             |
| 2                              | 2022-2023                      | 07-01-2023                     | Brezno-Osrblie                 | Sprint 7,5 km                  | Médaille de bronze             |
| 3                              | 2022-2023                      | 04-02-2023                     | Obertilliach                   | Sprint 7,5 km                  | Médaille d'or                  |
| 4                              | 2024-2025                      | 08-03-2025                     | Otepää                         | Poursuite 10 km                | Médaille de bronze             |